# Lee Spick
Lee Spick (ur. 25 kwietnia 1980 w Mansfield, Anglia, zm. 26 stycznia 2015) – angielski snookerzysta.

## Kariera zawodowa
Lee Spick w gronie zawodowców grał od 2000.
W kwalifikacjach do Mistrzostw świata 2005 pokonał kolejno: Davida Gilberta 10-5, Ding Junhuia 10-7, jednakże pokonany został w trzeciej rundzie przez Stuarta Binghama 2-10.
Największym dotychczasowym osiągnięciem tego zawodnika w karierze było dojście do czwartej, ostatniej rundy kwalifikacji do Mistrzostw świata 2006.
Również do ostatniej, czwartej rundy doszedł w kwalifikacjach do China Open 2007, gdzie pokonał Jeffa Cundy, Tony’ego Drago i Dominica Dale’a.
W kwalifikacjach do UK Championship 2007 pokonał Jimmy’ego White’a 9-7, jednak już w następnej rundzie przegrał z Andrew Higginsonem 8-9.
Sezon 2009/2010 dla zawodnika tego pozbawiony był spektakularnych osiągnięć. W kwalifikacjach do Shanghai Masters 2009 doszedł do ostatniej rundy, w której został pokonany przez Stephena Lee. W kwalifikacjach do pozostałych turniejów, także do Mistrzostw świata 2010, odpadał już w pierwszej rundzie. Ostatecznie, spośród 8 rozegranych pojedynków, zawodnik wygrał 3.
Zmarł z powodu choroby związanej z wątrobą.